# Patricia Maldonado
Érika Patricia Maldonado Aravena (née le 17 septembre 1950 à Santiago du Chili), est une chanteuse, comédienne et animatrice de télévision chilienne.

## Filmographie

### Programmes
| Année        | Programme                       | Rôle                                     | Chaîne   |
| ------------ | ------------------------------- | ---------------------------------------- | -------- |
| 1979         | Festival OTI de la chanson 1979 | Participante                             |          |
| 1980-1983    | Pare, mire y escuche            | Animatrice                               | TVN      |
| 1983         | Jappening con Ja                | Comédienne                               | TVN      |
| 1988-1990    | Cordialmente                    | Animatrice                               | Canal 11 |
| 1989-1990    | ¡Anímese!                       | Animatrice                               | Canal 11 |
| 2003         | Con Ustedes                     | Animatrice                               | Canal 13 |
| 2003-présent | Mucho gusto                     | Opinólogue                               | Mega     |
| 2006         | Locos por el baile              | Participante                             | Canal 13 |
| 2007         | Cantando por un Sueño           | Participante                             | Canal 13 |
| 2009         | La Noche: el reality            | Animatrice                               | Mega     |
| 2009         | Sábado por la Noche             | Coanimatrice                             | Mega     |
| 2010         | Mira Quién Habla                | Opinólogue                               | Mega     |
| 2011         | Vive USA                        | Conductora                               | Mega     |
| 2011         | Secreto a voces                 | Panéliste/Opinólogue                     | Mega     |
| 2011-2012    | Yo soy                          | Jury                                     | Mega     |
| 2012         | Las Argandoña                   | Cameo                                    | TVN      |
| 2013         | Vertigo                         | Participante invitée (2e éliminée)       | Canal 13 |
| 2014         | 3e Festival Viva Dichato        | Présentatrice (4e nuit) (avec Luis Jara) | Mega     |
| 2014         | Amor a prueba                   | Hôte                                     | Mega     |

### Télénovelas
| Année | Télénovela        | Personnage     | Chaîne |
| ----- | ----------------- | -------------- | ------ |
| 1987  | De cara al mañana | Marcela Rivera | TVN    |

## Théâtre
- 2012 : Las Indomables : Elle-même (avec Raquel Argandoña, María Luisa Cordero et Adriana Barrientos [remplace Pamela Díaz])
- 2012-présent : Las Indomables Renovadas : Elle-même

## Prix et nomination

### Premios TV Grama
| Année | Catégorie                 | Émission    | Résultat |
| ----- | ------------------------- | ----------- | -------- |
| 2011  | Meilleure panéliste femme | Mucho gusto | Nommée   |
| 2012  | Meilleure panéliste femme | Mucho gusto | Gagnante |

## Engagement politique
Elle soutient le candidat d’extrême droite José Antonio Kast lors de l'élection présidentielle chilienne de 2021.